# Ten Little Roosters
Ten Little Roosters är en amerikansk webbserie skapad, regisserad och skriven av Josh Flanagan. Den hade premiär på Rooster Teeths hemsida den 4 november 2014, med totalt 8 avsnitt. Varje avsnitt laddas upp till Rooster Teeths YouTube-kanal en dag efter att det släppts på Rooster Teeths webbplats. Serien innehöll ett interaktivt mordmysterium och är inspirerad av Agatha Christies Och så var de bara en. En semi-uppföljare, The Eleven Little Roosters, sändes den 16 januari 2017.

## Format
Skaparen Josh Flanagan beskrev serien som ett "proof of concept" för olika, interaktiva upplevelser som kan erbjudas av en webbserie. Serien är inspirerad av Agatha Christies Och så var de bara en från 1939. Tittarna röstar på vem de tror att mördaren är, vem de tror kommer att dö och hur den personen kommer att möta sitt slut. Korrekta gissningar skickades in för en chans att vinna Rooster Teeth-merchandise, och dt som har flest korrekta svar när showen är klar kommer att vinna en resa till Rooster Teeth-studion eller till ett konvent som hen väljer.
En gäst mördas i varje avsnitt. Både romanen och serien handlar om tio personer som mördas en efter en av en mystisk mördare, vars död förebådas i form av en dikt. Serien har dock en mycket mer komisk ton än romanen. Mycket av humorn kommer från kunskapen om Rooster Teeth själv. Till exempel bär karaktärerna kläder från sina tidigare produktioner (Demarais tar på sig sin hobbitdräkt från A Simple Walk Into Mordor medan Haywood bär en kilt som liknar hans Minecraft-avatar). Dessutom är historien annorlunda så att personer som är bekanta med källmaterialet inte kan gissa lösningen.
Offret dör inom de sista minuterna av avsnittet, och deras död är ofta de sista filmbilderna. Avsnittet avslutas med ett porträtt av mordoffret som hänger på en vägg och en plakett under porträttet med den specifika versen i dikten som förebådar karaktärens död.

## Handling
Serien börjar på Rooster Teeths första företagsbankett som Burnie Burns är värd för nio av hans anställda: Chris Demarais, Barbara Dunkelman, Adam Ellis, Gavin Free, Ryan Haywood, Lindsay Jones, Michael Jones, Miles Luna och Gus Sorola. Gästerna snubblar över en dikt med titeln Ten Little Roosters, skriven i samma stil som den ursprungliga dikten Ten Little Indians. Allteftersom kvällen fortskrider blir det tydligt att diktens verser beskriver morden på flera gäster under nattens gång, och gästerna har inget annat val än att försöka överleva inlåsta med en kallblodig mördare.

## Avsnitt
| Avsnitt | Titel                           | Premiärdatum     |
| --- | ------------------------------- | ---------------- |
| 1 | "And Then There were Nine"      | 4 november 2014  |
| Burnie Burns är värd för den första officiella banketten för företaget Rooster Teeth. Michael ställer sig upp och ber gästerna att titta under sina säten, där de hittar ett kuvert. I varje kuvert finns ett komprometterande foto som anklagar gästerna för att ha dödat någon de kände. Michael drar fram en pistol och avslöjar att en av festgästerna är en kallblodig mördare. Men efter att ha druckit ur sitt vinglas börjar Michael hosta okontrollerat och faller till golvet, förgiftad av sin drink. Gästerna börjar anklaga varandra för mordet och bestämmer sig för att lämna byggnaden. Dörrarna har dock låsts. Burnie hittar en dikt fasttejpad på en dörr och drar slutsatsen att den förebådar morden på resten av gästerna. |                                 |                  |
| 2 | "And Then There Were Eight"     | 11 november 2014 |
| Burnie avslöjar för Ryan att han är en polis under täckmantel. Han var värd för festen för att fånga mördaren som var ansvarig för hans partners död. Lindsay stöter på Barbara som får panik och står på en stol eftersom några av de giftiga djuren på Joel Heymans kontor har rymt. Miles vandrar runt på kontoret och försöker övertyga sig själv om att han kan överleva natten, men han snubblar nästan på ett golv täckt av råttfällor. Chris möter den maskerade mördaren, som använder bensin och eld. Chris misstar dock detta hot för att mördaren vill spela ett spel med gåtor, vilket han gladeligen accepterar. Till slut vandrar mördaren iväg och lämnar Chris snyftande i korridoren. Gavins klon stöter på Adam med skägget instängt i en dörr. Efter att ha fått klonens förtroende nämner Adam att han har en pil och båge på sitt kontor och att han planerar att gå efter mördaren. Han och klonen tar sig till kontoret för att ta vapnet. Det slutar dock med att klonen stöter på den riktiga Gavin, och de båda snubblar och faller ner i golvet fulla av musfällor, vilket dödar dem båda.                                                                   |                                 |                  |
| 3 | "And Then There Were Seven"     | 18 november 2014 |
| Lindsay lägger märke till att Adam sitter i kontrollrummet med skägget i en mikrofon. Adam nämner att mördaren har stängt av internet i byggnaden och stulit hans mobiltelefon. Lindsay nämner att hon också saknar en del saker från sitt kontor, nämligen sin Ruby Rose-dräkt. Omedelbart efteråt ses Miles bära kostymen, och han tar sig till inspelningsstudion i hopp om att få tillgång till internet medan han sjunger ledmotivet till RWBY. Han blir skrämd av Ryan, som står i ljudbåset. Ryan nämner att Gavins har dött, samt uttrycker sin oro över att han kan ha varit ansvarig för deras mord såväl som Michaels, och säger att han har önskat dem död så ofta tidigare. Barbara ses gå in på sitt kontor för att ta sin "lyckobowlingkägla", bara för att hitta Gus på kontoret. Chris springer på Burnie efter sitt möte med mördaren och försöker förklara vad han såg, men hans svammel om gåtor får Burnie att tro att Chris faktiskt inte har sett mördaren och bara tänker på Sagan om ringen. Mördaren anländer och skjuter Chris flera gånger med pil och båge och dödar honom.                                                                                 |                                 |                  |
| 4 | "And Then There Were Six"       | 28 november 2014 |
| Barbara hittar Adam med skägget instängt i en grind. Efter att ha befriat honom föreslår Barbara att de ska slå sig ihop, men han vägrar på grund av Gavins öde. Lindsay visar sig ha tagit Adams råd om att gömma sig, men det avslöjas att hon helt enkelt använder den gröna skärmen på kontoret för att "gömma sig" på olika platser som havet, i rymden och i en skog. Ryan hittas framför spegeln, efter att ha blivit alltmer paranoid och försöker övertyga sig själv om att han inte var ansvarig för morden på Michael och Gavins. Miles går in på Gus kontor i hopp om att Gus dator ska få tillgång till internet. Gus är mer intresserad av att visa Miles sin poesi som han har arbetat med hela natten. Efter att Miles kallar hans poesi dålig, knuffar Gus ilsket bort honom och Miles går iväg för att försöka hitta en annan internetkälla. Under tiden tar Burnie på sig kravallutrustning och förbereder sig för att ta sig an mördaren själv, men när han sträcker sig efter ett vapen blir han stucken av en av Joels skorpioner, som förgiftar och dödar honom.                                                                                                  |                                 |                  |
| 5 | "And Then There Were Five"      | 2 december 2014  |
| Ryan vaknar upp efter att ha kollapsat, bara för att inse att han har blivit instängd i ett rum i marken. Ryan ber Barbara om hjälp med att fly, men hon lyckas inte med det, vilket irriterar Ryan. Efter att han anklagat Barbara för att vara mördaren och fångat honom i rummet, överger en förolämpad Barbara Ryan för att försöka hitta en yxa för att bryta sig ut. Gus skriver fortfarande sin poesi på sitt kontor, med scener från hans poesiskrivande varvat med Lindsays försök att gömma sig på ett annat kontor. Adam har nu bytt om till en MoCap-dräkt i ett försök att smälta in och har skaffat några hörlurar i ett försök att "göra saker mindre läskiga" genom att blockera läskiga ljud. Adam börjar gnälla om Miles klädsel, men det viftas bort när Miles kommer ihåg att Monty Oum har en nödsändare gömd på sitt kontor för att ringa polisen. Gus hör då en knackning på dörren, som han öppnar och dödas av mördaren med en högaffel. |                                 |                  |
| 6 | "And Then There Were Four"      | 9 december 2014  |
| Lindsay gör en fejkad sändning av The Know i ett desperat försök att få lite uppmärksamhet utifrån om situationen. Barbara vandrar in och upptäcker att Ryan fortfarande är instängd i den underjordiska kammaren. Hon ger sig av för att leta reda på en yxa som kan hjälpa honom att fly. Ryan börjar sakta få slut på syre och försöker distrahera sig själv från sin förestående död. Han flyr från hålet genom att själv krossa glaset. Adam försöker smälta in i Motion Capture-områdets väggar, medan Miles använder Montys dator för att försöka hitta hans nödsändare. Mördaren dyker då upp och stryper Adam till döds med en datormus. |                                 |                  |
| 7 | "And Then There Were Three"     | 16 december 2014 |
| Avsnittet inleds med ett "In Memoriam"-montage ackompanjerat av Barbara som spelar "Taps" på sin katts piano. När Barbara går därifrån utlöser hon av misstag en snubbeltråd som släpper ut puman ur buren. Puman förföljer alla gästerna i tur och ordning, och börjar med Miles som gömmer sig bakom en grind för att undkomma puman. Barbara jagas sedan av puman, men hon lyckas avvärja det genom att spela på sitt kattpiano. Efteråt jagar puman efter Ryan och lyckas mota in honom i en vägg. När Lindsay ser detta säger hon att hon kan prata med "Puma" och distraherar det för att låta Ryan fly. Lindsay blir dock sargad och dödad av puman. |                                 |                  |
| 8 | "And Then There Were Two & One" | 23 december 2014 |
| Ryan vaknar upp på podcastinspelningen med sina handleder bundna efter att ha flytt från puman. Mitt emot honom sitter Barbara i en grön kostym och avslöjar sig själv som mördaren. Hon visar sedan en kamerabild av Miles som är instängd i ett annat rum och blir dödad på grund av utmattning från ett löpband. Barbara avslöjar att hon tror att hon har flyttat till ett större existensplan och har dödat de andra Rooster Teeth-anställda eftersom de inte är "värdiga" henne längre. Hon avslöjar också sin plan att sätta dit Ryan för morden, dra nytta av hans rykte som en "virtuell sociopat" och använda hans GTA V-outfit som en förklädnad när hon begår morden, i hopp om att polisen kommer att koppla morden till dikten och att hon kommer att fly ostraffad. Ryan flyr dock och efter ett kort slagsmål med Barbara avslöjar han att dräkten hon har på sig inte bara är en grön dräkt utan faktiskt är Gavins 100% korrekta Minecraft Creeper-dräkt som är riggad med sprängämnen. Ryan aktiverar dräkten och dödar Barbara. En blodstänkt Ryan öppnar ingången till studion, tar på sig en kungakrona och lämnar mordkvällen bakom sig som den enda överlevande. |                                 |                  |